# Дос Сантос, Ренан
Ренан дос Сантос (порт. Renan dos Santos; род. 18 мая 1989, Рио-де-Жанейро) — бразильский футболист, вратарь клуба «Атлетико Гоияниенсе».

## Биография
Ренан родился в Рио-де-Жанейро, и начал играть в футбол в молодёжном составе клуба ЦФЗ (Рио-де-Жанейро). Он присоединился к молодёжной команде «Ботафого» в 2006 году.
Ренан сыграл в 22 играх Серии А в 2008 году, дебютировав 11 мая в матче против «Спорт Ресифи» в Энженьян. Ренан начал сезон 2009 года, заменив тогдашнего вратаря команды «Ботафого» Кастильо после травмы колена, которая заставила уругвайского вратаря пробыть вне поля, примерно шесть месяцев. Дос Сантос сыграл шесть матчей Серии А в 2009 году.